# Diskografie Nirvany

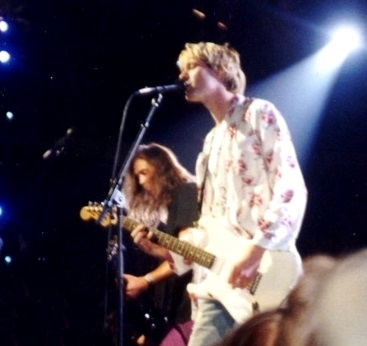
Kurt Cobain (vepředu) a Krist Novoselic (vzadu) během vystoupení při udílení cen MTV Video Music Awards 1992.

Americká grungeová skupina Nirvana oficiálně vydala tři studiová alba, dvacet singlů, dvě živá alba, dvě EP, tři kompilační alba a dva box-sety. Tato diskografie nezahrnuje nahrávky, které členové Nirvany nahráli s kapelami jako Fecal Matter, Melvins, The Men of Porn, Mudhoney, The Germs, Foo Fighters, Sweet 75, Eyes Adrift, či No WTO Combo.
Nirvanu společně založili zpěvák a kytarista Kurt Cobain a basový kytarista Krist Novoselic v roce 1987. Na postu bubeníka se v této době i v následujících letech vystřídala poměrně velká řada nejrůznějších muzikantů. Své první album s názvem Bleach skupina vydala roku 1989 pod nezávislým vydavatelstvím Sub Pop. Poté, co v Nirvaně s konečnou platností zakotvil bubeník Dave Grohl, Nirvana přestoupila k vydavatelství Geffen Records a následně vydala své druhé album s názvem Nevermind. Toto album se stalo jedním z nejprodávanějších alternativních desek devadesátých let a zpopularizovalo celou seatllovskou hudební scénu grungeové a alternativní hudby. Podle očekávání nebylo třetí album Nirvany s názvem In Utero již tak úspěšné jako Nevermind.
Nirvana se rozpadla po sebevraždě Cobaina v roce 1994. Autorská práva na zvukový i jiný materiál kapely se nakonec stal předmětem soudních sporů mezi bývalými členy kapely Novoselicem a Grohlem a vdovou po Cobainovi Courtney Love. Tyto práva nakonec soud přiřkl Courtney Love. Ta v březnu roku 2006 prodala významný podíl autorských práv na materiál Nirvany společnosti Primary Wave Music Publishing od Larryho Mestela. Dosud se po celém světě prodalo přes 50 milionů alb Nirvany, přičemž přes třicet milionů ve Spojených státech amerických.

## Alba a box sety
| Rok  | Detaily alba | Pozice v žebříčku | Pozice v žebříčku | Pozice v žebříčku | Pozice v žebříčku | Pozice v žebříčku | Pozice v žebříčku | Pozice v žebříčku | Pozice v žebříčku | Pozice v žebříčku | Pozice v žebříčku | Pozice v žebříčku | Prodáno kusů                                     | Ocenění                           |
| Rok  | Detaily alba | USA               | VB                | RAK               | NOR               | SWI               | NLD               | AUT               | SWE               | FIN               | NZ                | JPN               | Prodáno kusů                                     | Ocenění                           |
| ---- | --- | ----------------- | ----------------- | ----------------- | ----------------- | ----------------- | ----------------- | ----------------- | ----------------- | ----------------- | ----------------- | ----------------- | ------------------------------------------------ | --------------------------------- |
| 1989 | Bleach - Vydáno: 15. června, 1989 - Label: Sub Pop (SP-34) - Formát: CD, audiokazeta, LP                                      | 89                | 33                | 34                | —                 | —                 | —                 | 26                | —                 | 24                | 30                | 46                | 1,7 milionů + (U.S.)                             | Platinové (USA)                   |
| 1991 | Nevermind - Vydáno: 24. září 1991 - Label: DGC (24425) - Formát: CD, CS, LP                                                   | 1                 | 7                 | 2                 | 2                 | 2                 | 5                 | 2                 | 1                 | 1                 | 2                 | 24                | 10 milionů + (USA) 26 milionů + (po celém světě) | Dimantová (USA) 2× platinové (UK) |
| 1992 | Incesticide - Vydáno: 12. prosince 1992 - Label: Sub Pop, DGC (24504) - Formát: CD, CS, LP                                    | 39                | 14                | 22                | —                 | 18                | 36                | 10                | 27                | 18                | 23                | 50                | 1,13 milionů + (USA)                             | Platinové (USA) Zlaté (UK)        |
| 1993 | In Utero - Vydáno: 21. září 1993 - Label: DGC, Geffen (24607) - Formát: CD, CS, LP                                            | 1                 | 1                 | 2                 | 7                 | 16                | 4                 | 8                 | 1                 | 5                 | 3                 | 13                | 4,11 milionů + (USA)17,5 milionů celosvětově     | 5× platinové (USA) Zlaté (UK)     |
| 1994 | MTV Unplugged in New York - Vydáno: 1. listopadu 1994 - Label: DGC, Geffen (24727) - Formát: CD, CS, LP                       | 1                 | 1                 | 1                 | 6                 | 3                 | 2                 | 1                 | 2                 | 3                 | 1                 | 20                | 6,8 milionů + (USA)                              | 5× platinové (USA) Platinové (UK) |
| 1996 | Singles - Vydáno: 1. březen 1996 - Label: DGC, Geffen (24901) - Formát: 6-CD box set                                          | —                 | —                 | —                 | —                 | —                 | —                 | —                 | —                 | —                 | —                 | —                 |                                                  |                                   |
| 1996 | From the Muddy Banks of the Wishkah - Vydáno: 1. října 1996 - Label: DGC, Geffen (25105) - Formát: CD, CS, LP                 | 1                 | 4                 | 1                 | 8                 | 9                 | 14                | 3                 | 6                 | 2                 | 2                 | 12                | 1,15 milionů + (U.S.)                            | Platinum (U.S.)                   |
| 2002 | Nirvana - Vydáno: 29. října 2002 - Label: DGC, Geffen (25105) - Formát: CD, CS, LP                                            | 3                 | 3                 | 1                 | 5                 | 2                 | 12                | 1                 | 10                | 9                 | 2                 | 6                 | 1 000 000+ (USA)                                 | Platinové (USA) Platinové (UK)    |
| 2004 | With the Lights Out - Vydáno: 23. listopadu 2004 - Label: DGC, Geffen (000372700), Universal (9864838) - Formát: 4-CD box set | 19                | —                 | —                 | 31                | 28                | 65                | 34                | —                 | —                 | 39                | 16                | 1 000 000+ (USA)                                 | Platinové (USA)                   |
| 2005 | Sliver: The Best of the Box - Vydáno: 1. listopadu 2005 - Label: DGC, Geffen (000561702), Universal (1190) - Formát: CD       | 21                | —                 | —                 | —                 | 87                | —                 | 26                | —                 | —                 | —                 | —                 | 38 000 + (USA)                                   |                                   |

„—“ značí, že se nahrávka v daném žebříčku neumístila

## EP
| Datum         | EP         | Pozice v žebříčku | Pozice v žebříčku | Detaily |
| Datum         | EP         | AUS               | JPN               | Detaily |
| ------------- | ---------- | ----------------- | ----------------- | --- |
| prosinec 1989 | Blew       | —                 | —                 | Blew mělo být původně vydáno k evropskému turné Nirvany, avšak od této verze se nakonec upustilo a toto EP bylo vydáno pouze ve Spojeném království. |
| leden 1992    | Hormoaning | 2                 | 67                | Hormoaning bylo album vydané pouze v Austrálii a v Japonsku v omezeném množství se dvěma různými obaly k propagaci turné po tamějších státech.       |

## Singly
| Rok  | Singl                     | Nejvyšší umístění | Nejvyšší umístění | Nejvyšší umístění | Nejvyšší umístění | Nejvyšší umístění | Nejvyšší umístění | Nejvyšší umístění | Nejvyšší umístění | Nejvyšší umístění | Nejvyšší umístění | Nejvyšší umístění | Ocenění         | Album                     |
| Rok  | Singl                     | U.S.              | U.S. Main         | U.S. Mod          | UK                | IRE               | NZ                | AUS               | FR                | FIN               | SWE               | BEL               | Ocenění         | Album                     |
| ---- | ------------------------- | ----------------- | ----------------- | ----------------- | ----------------- | ----------------- | ----------------- | ----------------- | ----------------- | ----------------- | ----------------- | ----------------- | --------------- | ------------------------- |
| 1988 | „Love Buzz“               | —                 | —                 | —                 | —                 | —                 | —                 | —                 | —                 | —                 | —                 | —                 |                 | Bleach                    |
| 1990 | „Sliver“                  | —                 | —                 | 19                | 90                | 23                | —                 | —                 | —                 | —                 | —                 | —                 |                 | -¹                        |
| 1991 | „Smells Like Teen Spirit“ | 6                 | 7                 | 1                 | 7                 | 1                 | 1                 | 5                 | 1                 | 9                 | 3                 | 1                 | Platinové (USA) | Nevermind                 |
| 1992 | „Come as You Are“         | 32                | 3                 | 3                 | 9                 | 7                 | 3                 | 25                | 12                | 12                | 24                | 15                |                 | Nevermind                 |
| 1992 | „Lithium“                 | 64                | 16                | 25                | 11                | 5                 | 28                | 54                | —                 | 3                 | —                 | 28                |                 | Nevermind                 |
| 1992 | „In Bloom“                | —                 | 5                 | —                 | 28                | 7                 | 20                | 73                | —                 | —                 | 30                | —                 |                 | Nevermind                 |
| 1993 | „Heart-Shaped Box“        | —                 | 4                 | 1                 | 5                 | 6                 | 9                 | 21                | 37                | 14                | 16                | 31                |                 | In Utero                  |
| 1993 | „All Apologies/Rape Me“   | —                 | 4                 | 1                 | 32                | 20                | 32                | 58                | 20                | —                 | —                 | —                 |                 | In Utero                  |
| 1994 | „Pennyroyal Tea“          | —                 | —                 | —                 | —                 | —                 | —                 | —                 | —                 | —                 | —                 | —                 |                 | In Utero                  |
| 1994 | „About a Girl“²           | —                 | 3                 | 1                 | —                 | —                 | —                 | 4                 | 23                | 8                 | 20                | 13                |                 | MTV Unplugged in New York |
| 2002 | „You Know You're Right“³  | 45                | 1                 | 1                 | —                 | —                 | —                 | —                 | —                 | —                 | —                 | —                 |                 | Nirvana                   |

„—“ značí, že se nahrávka v daném žebříčku neumístila nebo nebyla v dané zemi vydána
- 1 „Sliver“ byla nahrávka ještě vydána u Sub Popu a nebyla vydána k žádnému albu. Později skladba vyšla na albu Incesticide v roce 1992.
- 2 Vydáno jen v Austrálii a Evropě.
- 3 Vydáno na internetu, jen jako komerční singl.

### Propagační singly
| Rok  | Singl                            | Umístění v žebříčku | Umístění v žebříčku | Umístění v žebříčku | Umístění v žebříčku | Umístění v žebříčku | Umístění v žebříčku | Umístění v žebříčku | Album                               |
| Rok  | Singl                            | US Main             | US Mod              | LAT                 | Pol                 | FIN                 | BEL                 | CAN                 | Album                               |
| ---- | -------------------------------- | ------------------- | ------------------- | ------------------- | ------------------- | ------------------- | ------------------- | ------------------- | ----------------------------------- |
| 1991 | „On a Plain“¹                    | —                   | 25                  | —                   | —                   | —                   | —                   | —                   | Nevermind                           |
| 1992 | „Molly's Lips“²                  | —                   | —                   | —                   | —                   | —                   | —                   | —                   | Incesticide                         |
| 1994 | „The Man Who Sold the World“     | 12                  | 6                   | 1                   | 1                   | —                   | 24                  | 22                  | MTV Unplugged in New York           |
| 1994 | „Where Did You Sleep Last Night“ | —                   | —                   | 18                  | —                   | —                   | —                   | —                   | MTV Unplugged in New York           |
| 1994 | „Lake of Fire“                   | 22                  | —                   | —                   | —                   | —                   | —                   | —                   | MTV Unplugged in New York           |
| 1996 | „Aneurysm“                       | 11                  | 13                  | —                   | 17                  | 40                  | —                   | —                   | From the Muddy Banks of the Wishkah |
| 1996 | „Drain You“                      | —                   | —                   | —                   | —                   | —                   | —                   | —                   | From the Muddy Banks of the Wishkah |

„—“ značí, že se nahrávka v daném žebříčku neumístila
- 1 Skladba vydána jen v USA.
- 2 Vydáno pouze v Brazílii.

### Poloviční singly
| Rok  | Singl                              | Další interpret  | Nejvyšší umístění | Nejvyšší umístění | Nejvyšší umístění |
| Rok  | Singl                              | Další interpret  | U.S. Main         | U.S. Mod          | UK                |
| ---- | ---------------------------------- | ---------------- | ----------------- | ----------------- | ----------------- |
| 1991 | „Candy/Molly's Lips“               | The Fluid        | —                 | —                 | —                 |
| 1991 | „Here She Comes Now/Venus in Furs“ | Melvins          | —                 | —                 | —                 |
| 1993 | „Puss/Oh, the Guilt“               | The Jesus Lizard | —                 | —                 | 12                |

„—“ značí, že se nahrávka v daném žebříčku neumístila

## B-strany
| Rok  | A-strana                  | Skladba                          | Komentář                                                   |
| ---- | ------------------------- | -------------------------------- | ---------------------------------------------------------- |
| 1989 | „Love Buzz“               | „Big Cheese“                     | Později vyšla na Bleach.                                   |
| 1990 | „Sliver“                  | „Dive“                           | Později vyšla na Incesticide.                              |
| 1990 | „Sliver“                  | „About a Girl (live)“            | Skladba vyšla jen na CD singlu.                            |
| 1990 | „Sliver“                  | „Spank Thru (live)“              | Skladba vyšla jen na CD singlu.                            |
| 1991 | „Smells Like Teen Spirit“ | „Even in His Youth“              | Demo verze později vyšla na With the Lights Out.           |
| 1991 | „Smells Like Teen Spirit“ | „Aneurysm“                       | Odlišná verze vyšla na Incesticide.                        |
| 1992 | „Come as You Are“         | „Endless, Nameless“              | Vyšla jako skrytá skladba na albu Nevermind.               |
| 1992 | „Come as You Are“         | „School (live)“                  | Živá verze z koncertu ze Seattlu z roku 1991.              |
| 1992 | „Come as You Are“         | „Drain You (live)“               | Živá verze z koncertu ze Seattlu z roku 1991.              |
| 1992 | „Lithium“                 | „Been a Son (live)“              | Živá verze z koncertu ze Seattlu z roku 1991.              |
| 1992 | „Lithium“                 | „Curmudgeon“                     | Remixovaná verze vyšla na With the Lights Out.             |
| 1992 | „In Bloom“                | „Sliver (live)“                  | Živá verze z koncertu z Del Mara v Kalifornii z roku 1991. |
| 1992 | „In Bloom“                | Polly (live)                     | Živá verze z koncertu z Del Mara v Kalifornii z roku 1991. |
| 1993 | „Heart-Shaped Box“        | „Milk It“                        | Vyšla na albu In Utero.                                    |
| 1993 | „Heart-Shaped Box“        | „Marigold“                       | Později vyšla na With the Lights Out.                      |
| 1993 | „All Apologies/Rape Me“   | „Moist Vagina“                   | Demo verze vyšla na With the Lights Out.                   |
| 1994 | „Pennyroyal Tea“          | „I Hate Myself and Want to Die“  | Vyšla na The Beavis and Butt-Head Experience.              |
| 1994 | „Pennyroyal Tea“          | „Where Did You Sleep Last Night“ | Vyšla na MTV Unplugged in New York.                        |
| 1994 | „About a Girl“            | „Something In The Way“           | Vyšla na MTV Unplugged in New York.                        |

## Jiné
| Rok  | Skladba                         | Album                                                | Komentář |
| ---- | ------------------------------- | ---------------------------------------------------- | --- |
| 1988 | „Spank Thru“                    | Sub Pop 200                                          | Původní verze vyšla na demo kompilaci skupiny Fecal Matter Illiteracy Will Prevail.                                                          |
| 1989 | „Mexican Seafood“               | Teriyaki Asthma, Vol. 1                              | Později vyšly na Incesticide. |
| 1991 | „Beeswax“                       | Kill Rock Stars                                      | Později vyšly na Incesticide. |
| 1992 | „Do You Love Me?“               | Hard to Believe: Kiss Covers Compilation             | Píseň je původně z roku 1976 od kapely Kiss.                                                                                                 |
| 1993 | „Return of the Rat“             | Eight Songs for Greg Sage and The Wipers             | Skladba je původně z roku 1979 od skupiny Wipers. Později vyšla na With the Lights Out.                                                      |
| 1993 | „Verse Chorus Verse“            | No Alternative                                       | Skladba prvně vyšla jako skrytá skladba na kompilaci Red Hot AIDS Benefit Series. Původně se jmenovala „Sappy“.                              |
| 1993 | „I Hate Myself and Want to Die“ | The Beavis and Butt-Head Experience                  | Skladba byla nahrána bhem natáčení alba In Utero. Tato verze se liší od „I Hate Myself And Want To Die“, která vyšla na With the Lights Out. |
| 1994 | „Pay to Play“                   | DGC Rarities, Vol. 1                                 | Raná verze skladby „Stay Away“ z Nevermind.                                                                                                  |
| 1994 | „Dive“                          | The Grunge Years                                     | Vydána na Incesticide. |
| 1994 | „Here She Comes Now“            | Fifteen Minutes: A Tribute to The Velvet Underground | Skladba pochází od Velvet Underground. Vyšla na polovičním singlu „Here She Comes Now/Venus in Furs“.                                        |
| 1996 | „Come as You Are“               | Fender 50th Anniversary Guitar Legends               | Původně vyšla na Nevermind. |
| 1996 | „Radio Friendly Unit Shifter“   | Home Alive: The Art of Self Defense                  | Živá verze z francouzského Grenoblu z roku 1994.                                                                                             |
| 1996 | „Negative Creep“                | Hype!                                                | Původně vydána na Bleach. |
| 1998 | „Blew“, „Love Buzz“             | The Birth Of Alternative Vol. 1                      | Obě skladby původně vydány na Bleach. |
| 1998 | „About a Girl“                  | The Birth Of Alternative Vol. 2                      | Původně vyšla na Bleach. |
| 1999 | „Rape Me“                       | Saturday Night Live: The Musical Performances Vol. 2 | Živá verze z koncertu v Saturday Night Live.                                                                                                 |
| 2001 | „Smells Like Teen Spirit“       | Music of the Millennium                              | Původně vyšla na Nevermind. |

## Videoklipy
| Rok  | Název                      | Režisér        |
| ---- | -------------------------- | -------------- |
| 1990 | „In Bloom“ (Sub Pop verze) | Steve Brown    |
| 1991 | „Smells Like Teen Spirit“  | Samuel Bayer   |
| 1992 | „Come as You Are“          | Kevin Kerslake |
| 1992 | „Lithium“                  | Kevin Kerslake |
| 1992 | „In Bloom“                 | Kevin Kerslake |
| 1993 | „Sliver“                   | Kevin Kerslake |
| 1993 | „Heart-Shaped Box“         | Anton Corbijn  |
| 2002 | „You Know You're Right“    | Chris Hafner   |

## Videa
| Datum              | Název                               | Umístění v žebříčku | Umístění v žebříčku | Umístění v žebříčku | Ocenění             |
| Datum              | Název                               | U.S                 | FIN                 | NZ                  | Ocenění             |
| ------------------ | ----------------------------------- | ------------------- | ------------------- | ------------------- | ------------------- |
| 15. listopad 1994  | Live! Tonight! Sold Out!! (VHS)     | —                   | —                   | —                   | 3x platinové (U.S.) |
| březen 2005        | Classic Albums: Nirvana - Nevermind | —                   | 3                   | —                   | platinové (U.S.)    |
| 7. listopadu, 2006 | Live! Tonight! Sold Out!! (DVD)     | 4                   | —                   | 6                   | zlaté (U.S.)        |
| 20. listopadu 2007 | MTV Unplugged In New York           | 6                   | —                   | —                   |                     |

## Nevydané skladby
V březnu roku 2002 Courtney Love prohlásila, že vlastní 109 nevydaných skladeb, jejichž autorem je Cobain a jsou nahrány s bývalými členy kapely i bez nich. Značná část těchto nahrávek byla vydána na box setu With the Lights Out, který obsahoval celkem 61 písní, a na o něco pozdější kompilaci Sliver: The Best of the Box. Vedle těchto oficiálně vydaných nahrávek pak existuje velké množství pirátských nahrávek a desek, cover verzí a různých jam vystoupení kapely.